# Jump That Rock (Whatever You Want)
Jump That Rock (Whatever You Want) je píseň německé skupiny Scooter z aktualizovaného znovu vydání alba Jumping All Over The World - Whatever You Want z roku 2008. Jako singl vyšla píseň v roce 2008. Píseň vytvořili Scooter za spolupráce s britskou rockovou skupinou Status Quo. Singl obsahuje také videoklip a video o jeho natáčení.

## Seznam skladeb
1. Jump That Rock (Whatever You Want) (Radio edit) – (3:23)
2. Jump That Rock (Whatever You Want) ('The Telecaster' Club mix) – (5:51)
3. Jump That Rock (Whatever You Want) (Extended mix) – (5:08)
4. The Hi Hat Song – (4:49)

## Umístění ve světě
| Hitparáda  | Umístění |
| ---------- | -------- |
| Rakousko   | 19       |
| Švýcarsko  | 79       |
| Nizozemsko | 91       |